# Emirates SkyCargo
Emirates SkyCargo - linie lotnicze cargo mające bazę w Dubaju, w Zjednoczonych Emiratach Arabskich, będące częścią pasażerskich linii Emirates. Rozpoczęły działalność w 1985 roku i obsługują loty do 20 portów lotniczych w 15 krajach. Ponadto, posiadają dostęp do dodatkowych 79 portów lotniczych, obsługiwanych przez Emirates. Linie należą w całości do rządu Zjednoczonych Emiratów Arabskich. Emirates SkyCargo posiadają siedem szerokokadłubowych samolotów cargo. W 2009 roku wygenerowały 17,2% dochodu linii Emirates.

## Historia
Emirates SkyCargo powstały w październiku 1985 roku i tylko w pierwszym roku działalności przewiozły 10 000 ton ładunku. SkyCargo wzięły w leasing wszystkie samoloty transportowe należące do Emirates, i dodatkowo zarządzają przestrzenią cargo w samolotach pasażerskich linii-matki.
Od powstania, SkyCargo stanowią silną markę, skupioną na jakości dostarczanych usług. Już w 1989 roku otrzymały pierwszą nagrodę dla Najlepszej linii lotniczej cargo Środkowego Wschodu (eng. Best Middle East Cargo Airline). To odznaczenie jest przyznawane SkyCargo co roku aż do dziś (23 lata z rzędu).
3 października 1993 roku Emirates SkyCargo podpisały umowę z EC International na transport towarów do 24 państw obsługiwanych przez linie na Środkowym Wschodzie, Półwyspie Indyjskim, w Europie i na Dalekim Wschodzie.
W maju 2003 roku Emirates SkyCargo odebrały od producenta samolot Boeing 747-400F, a rok później rozpoczęły loty do Johannesburga i Lahaur. 20 listopada 2005 linie ogłosiły zamówienie ośmiu maszyn Boeing 777F, z planowaną datą dostarczenia pierwszej z nich podczas Air Show w Dubaju w 2007 roku. W lipcu 2006 roku w trakcie Air Show w Farnborough Emirates podpisały umowę na dostarczenie dziesięciu maszyn typu Boeing 747-8F, stając się trzecim nabywcą najnowszego produktu Boeinga tuż za Cargoluxem i All Nippon Airways.
W 2005 roku Emirates SkyCargo podpisały umowę z o połączeniu codeshare z Korean Air Cargo na dwóch trasach z Indii - Delhi i Bombaj.
W 2009 roku linie przewiozły 1,4 milionów ton cargo.

## Flota
Obecny stan floty Emirates SkyCargo to 12 samolotów szerokokadłubowych.
| Samolot           | Ilość | Zamówionych | Numery rejestracyjne   |
| ----------------- | ----- | ----------- | ---------------------- |
| Boeing 747-400ERF | 2     | -           | OO-THC, OO-THD         |
| Boeing 777-200F   | 10    | 3           | A6-EFD, A6-EFE, A6-EFF |
| Razem:            | 12    | 3           |                        |

W przeszłości we flocie znajdowały się również trzy Airbus A310-300F i Boeing 747-400F, które trafiły do innych operatorów.

## Połączenia
Emirates SkyCargo latają do 37 miejsc w 42 krajach na 6 kontynentach. Oni również przewóz ładunku na Emirates pasażerów wszystkich lotów.

### Afryka
- Dżibuti
  - Dżibuti - Port lotniczy Dżibuti-Ambouli
- Egipt
  - Kair – Port lotniczy Kair
- Etiopia
  - Addis Abeba – Port lotniczy Addis Abeba
- Ghana
  - Akra – Port lotniczy Akra
- Kenia
  - Eldoret – Port lotniczy Eldoret
  - Nairobi – Port lotniczy Jomo Kenyatta
- Libia
  - Trypolis – Port lotniczy Trypolis
- Malawi
  - Lilongwe – Port lotniczy Lilongwe
- Nigeria
  - Kano - Port lotniczy Kano
  - Lagos – Port lotniczy Lagos
- Republika Południowej Afryki
  - Johannesburg – Port lotniczy Johannesburg
- Senegal
  - Dakar – Port lotniczy Dakar
- Sudan
  - Chartum – Port lotniczy Chartum
- Uganda
  - Entebbe – Port lotniczy Entebbe
- Zambia
  - Lusaka – Port lotniczy Lusaka

### Ameryka Północna
- Stany Zjednoczone
  - Chicago - Port lotniczy Chicago-O’Hare

### Ameryka Południowa
- Brazylia
  - Campinas – Port lotniczy Campinas-Viracopos

### Azja
- Bahrajn
  - Port lotniczy Bahrajn
- Bangladesz
  - Ćottogram - Port lotniczy Ćottogram
  - Dhaka – Port lotniczy Dhaka
- Chińska Republika Ludowa
  - Szanghaj – Port lotniczy Szanghaj-Pudong
- Hongkong
  - Port lotniczy Hongkong
- Indie
  - Ćennaj – Port lotniczy Ćennaj
  - Kozhikode – Port lotniczy Kalikat
  - Mumbaj – Port lotniczy Chhatrapati Shivaji
  - Thiruvananthapuram – Port lotniczy Thiruvananthapuram
- Iran
  - Teheran – Port lotniczy Teheran-Imam Khomeini
- Irak
  - Irbil - Port lotniczy Irbil
- Japonia
  - Osaka – Port lotniczy Osaka
- Jemen
  - Sana – Port lotniczy Sana
- Korea Południowa
  - Seul – Port lotniczy Seul-Incheon
- Pakistan
  - Lahaur – Port lotniczy Lahaur
- Singapur
  - Port lotniczy Singapur-Changi
- Tajwan
  - Tajpej – Port lotniczy Tajpej-Taiwan Taoyuan
- Wietnam
  - Hanoi - Port lotniczy Hanoi
- Zjednoczone Emiraty Arabskie
  - Dubaj
    - Port lotniczy Dubaj Baza [kończy się 30 kwietnia 2014]
    - Port lotniczy Dubaj-Al Maktoum (nowa Baza Cargo) [rozpoczyna się 01 Maja 2014]

### Europa
- Dania
  - Kopenhaga – Port lotniczy Kopenhaga-Kastrup
- Hiszpania
  - Saragossa – Port lotniczy Saragossa
- Holandia
  - Amsterdam - Port lotniczy Amsterdam-Schiphol
- Niemcy
  - Frankfurt nad Menem – Port lotniczy Frankfurt
- Rosja
  - Moskwa – Port lotniczy Moskwa-Domodiedowo
- Szwecja
  - Göteborg – Port lotniczy Göteborg-Landvetter
- Wielka Brytania
  - Londyn - Port lotniczy Londyn-Heathrow

### Oceania
- Australia
  - Melbourne – Port lotniczy Melbourne
  - Sydney – Port lotniczy Sydney